# Джорджтаун (Техас)
Джорджтаун (англ. Georgetown) — город в США, расположенный в штате Техас, административный центр округа Уильямсон. Население города, согласно переписи 2010 года, составляло 47 400 человек. Город основан в 1840 году, одновременно с появлением одного из старейших в Техасе, Юго-западного университета.
В городе находится целый ряд жилых и коммерческих зданий, выполненных в стиле викторианства. В 1976 году местными властями был принят указ о признании историческим и защите центрального делового района, а в 1977 году район здания суда округа Уильямсон был зарегистрирован в Национальном реестре исторических мест.
Джорджтаун также считается столицей красных маков. Ежегодный фестиваль красных маков, проводимый в апреле на исторической площади города, привлекает ежегодно до 30 000 туристов.

## История

### Древняя история

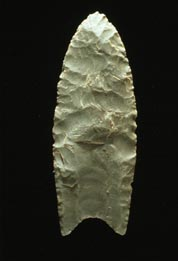
Лезвие, созданное народом Кловис, которому примерно 11 000 лет.

Джорджтаун был местом обитания человека по крайней мере с 9000 годов до н.э., а возможно и значительно раньше. Люди здесь жили уже в эпоху плейстоцена и были частью палео-индийской культуры Кловис, характерной чертой которой было изготовление оригинальных наконечников Кловис. Известно, что люди в регионе жили с 9200 года, а возможно и с 11 500 года до н.э., с конца последнего ледникового периода. Одной из важных раскопок является сохранившийся скелет, названый «Лиандертальская леди» в честь периода проживания и расположенного поблизости города Лиэндер. Место раскопок располагается непосредственно к юго-западу от Джорджтауна и было выбрано случайно, после того как сотрудники Департамента транспорта Техаса обнаружили ценные находки при тестовом бурении для новой автомагистрали. Место изучали в течение многих лет, возраст образцов углерода здесь относится к эпохе плейстоцена, к периоду приблизительно 10 500 лет назад (8500 год до н. э.). Археологические находки архаического периода были обнаружены в разных частях округа, преимущественно у водных путей, в том числе у реки Сан-Габриэль в Джорджтауне.

### Ранняя история
Одними из первых индейских племён, поселившихся на территории округа, стало племя тонкава. Индейцы владели кремнёвыми орудиями труда и охотились на бизонов, периодически поджигая прерии для охоты. В XVIII веке тонкава стали использовать лошадей и, в ограниченной степени, огнестрельное оружие. Помимо тонкава, на территории нынешнего округа также жили люди племен кайова, йохуан, тавакони и майейе.. Большинство индейцев были вытеснены с территории колонизаторами, однако команчи продолжали набеги на поселения в округе вплоть до 1860-х годов.

### Современная история

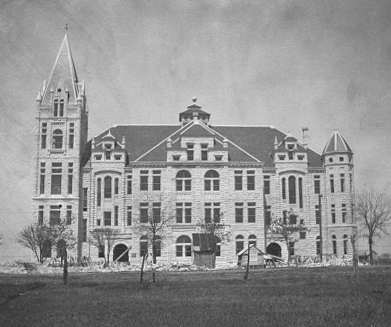
Здание Каллена на территории студенческого городка Юго-Западного университета вскоре после завершения (около 1900 г.)

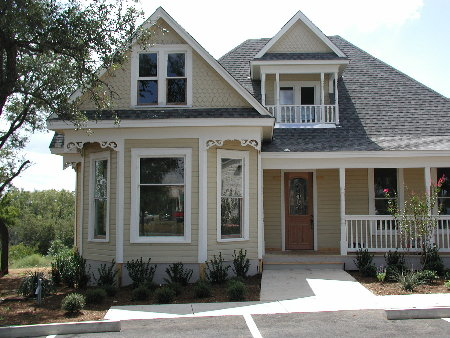
Дом Буркланда-Фриск, построенный в 1900–1910 годах, был перевезен из Раунд-Рока в 2006 году и сейчас располагается на берегу южной части реки Сан-Габриэль

Джорджтаун был назван по имени предпринимателя Джорджа Вашингтона Гласскока, пожертвовавшего землю для нового города. Ранние американские и шведские пионеры были привлечены изобилием древесины и чистой воды. Кроме того, земля была недорогой и очень плодородной. Джорджтаун стал административным центром округа Уильямсон, сформированного 13 марта 1848 года, после того, как первые поселенцы обратились в законодательное собрание с просьбой отделиться от округа Майлам. Изначально округ должен был называться Сан-Гэбриэл, но вместо этого был назван в честь Роберта Уильямса (по прозвищу трехногий Вилли), государственный деятель и судьи Техаса.
На протяжении практически всего XIX и начала XX веков Джорджтаун был аграрным городом. Через центр города проходила дорога Шони Трейл, ведущая из Техаса к железнодорожным центрам в Канзасе и Миссури. Создание Юго-западного университета и строительство железной дороги в 1878 году способствовали росту населения и значимости города. Стабильная экономика развивалась в основном за счёт сельскохозяйственной деятельности. Доминирующей культурой в период с 1880-х по 1920-е годы был хлопок. Округ Уильямсон был лучшим производителем хлопка в штате Техас 
В первую очередь для транспортировки скота и хлопка, в Джорджтаун были проведены две национальные железные дороги: Международная Великая Северная железная дорога, позже объединённая с Миссури—пасифик, и железная дорога Миссури-Канзас-Техас. В 1904 году к Остину была проведена региональная железная дорога Джорджтаун и Грейнджер (GGR). В настоящее время, Джорджтаун обслуживается коротким отрезком железной дороги с одноименным названием, короткой линией, которая соединяется с Union Pacific в Раунд-Роке и в Грейнджере.
В 1921 году система низкого давления от урагана в Мексиканском заливе принесла более 23 дюймов осадков в Тейлоре и 18 дюймов осадков в Джорджтауне. Во время наводнения пропало около 156 человек, преимущественно работников на фермах. Значительный ущерб и гибель людей в округе показали необходимость контролировать приток воды в городе. В результате на северном участке реки Сан-Габриэль была построена дамба и образовано озеро Джорджтауна, которое было официально открыто 5 октября 1979 года. Правом на использование воды из озера владеют Джорджтаун и Раунд-Рок.
До 1960-х годов рост населения и промышленности в городе был слабым. Но вместе с ростом крупного Остина, значительно ускоряется и в Джорджтауне. В 2008 году журнал Fortune Small Business признал Джорджтаун городом номер 2 в стране, для «жизни и запуска» нового бизнеса.

## Население

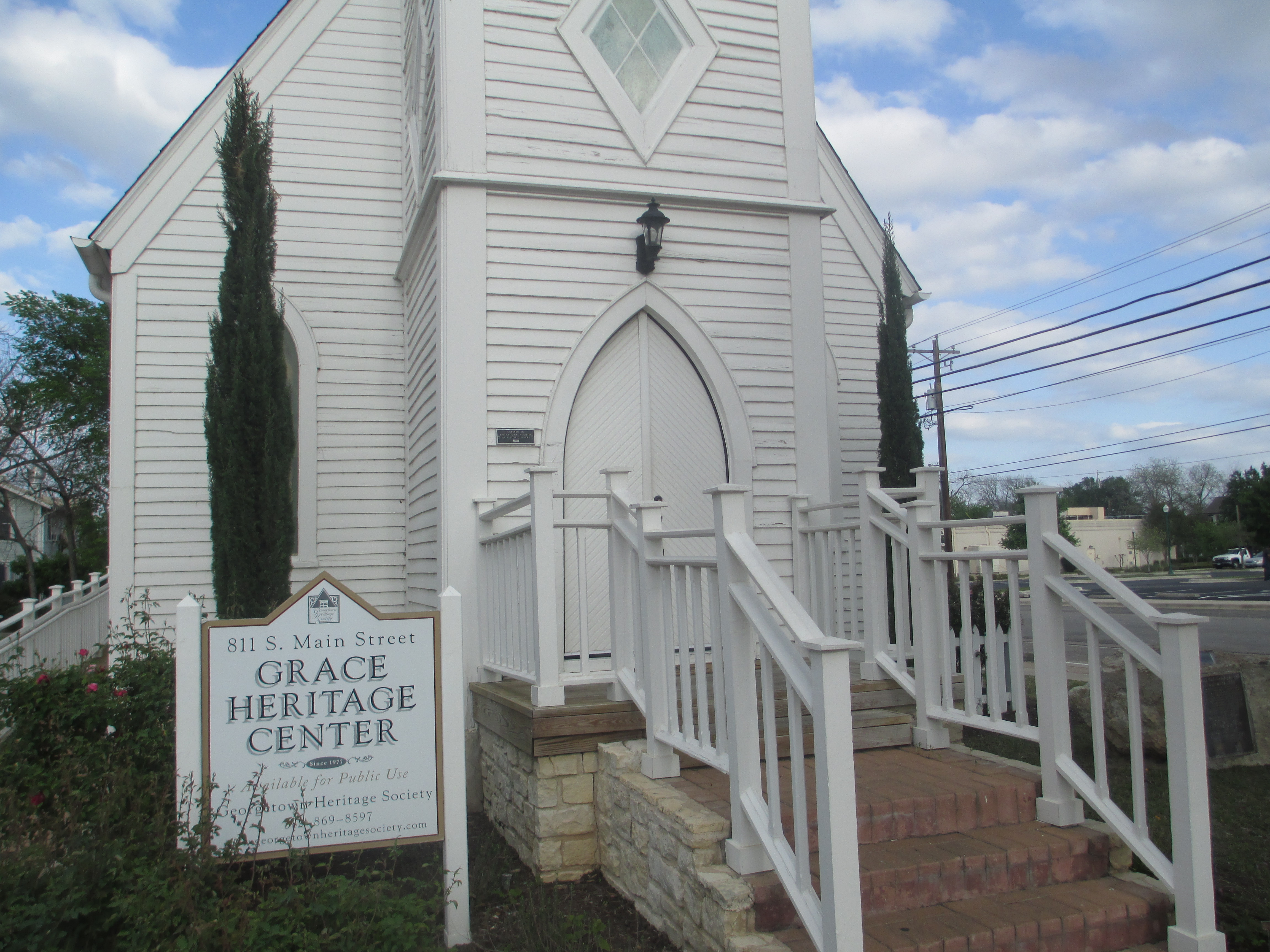
Центр наследия Джорджтауна располагается в здании бывшей церкви в центре города.

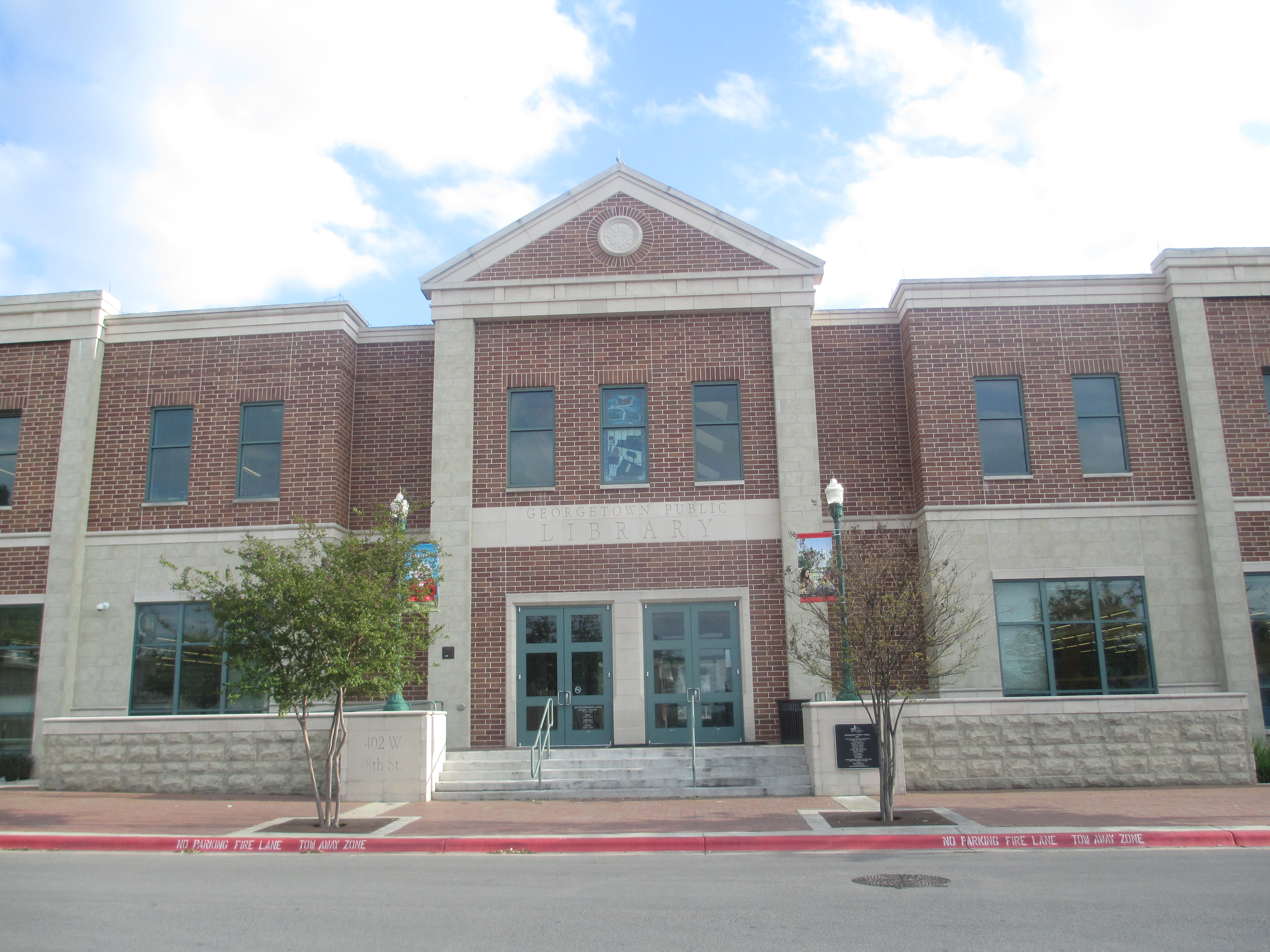
Общественная библиотека Джорджтауна

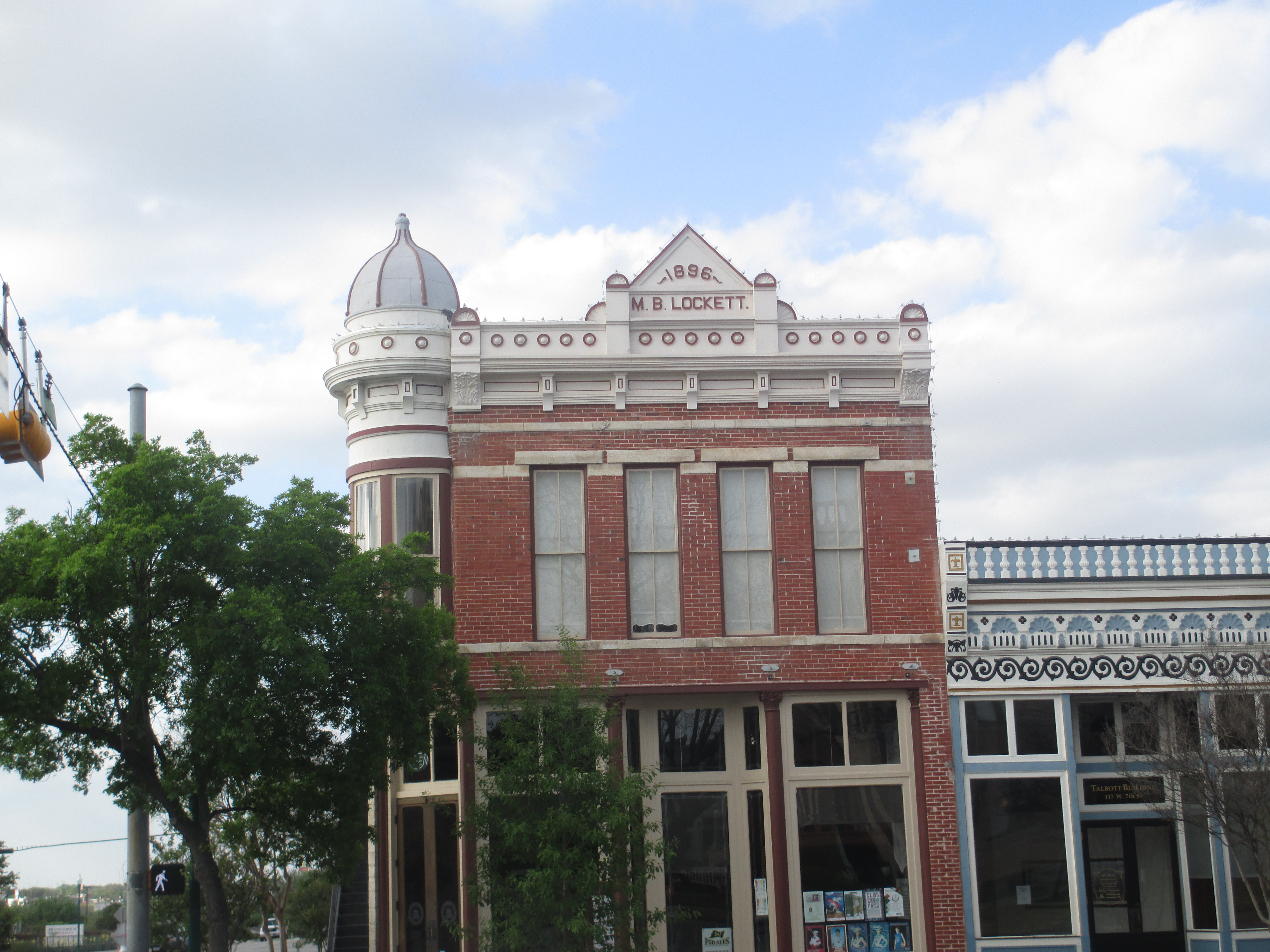
Здание М. Б. Локкетта на площади Кортхаус

Согласно переписи населения 2010 года, в 2010 году в городе проживали 47 400 человек, 18 830 домохозяйств, 13 418 семей. Расовый состав города: 86,2 % — белые, 3,7 % — чернокожие, 0,6 % — коренные жители США, 1,0 % — азиаты, 0,1 % — жители Гавайев или Океании, 6,2 % — другие расы, 2,2 % — две и более расы. Число испаноязычных жителей любых рас составило 21,8 %.
Из 17 031 домохозяйства, в 27,3 % проживают дети младше 18 лет. В 58,7 % случаев в домохозяйстве проживают женатые пары, 9,4 % — домохозяйства без мужчин, 28,7 % — домохозяйства, не составляющие семью. 25 % домохозяйств представляют из себя одиноких людей, 13,7 % — одиноких людей старше 65 лет. Средний размер домохозяйства составляет 2,38 человека. Средний размер семьи — 2,82.
23,8 % населения города младше 20 лет, 21,7 % находятся в возрасте от 20 до 39, 28,7 % — от 40 до 64, 25,7 % — 65 лет и старше. Средний возраст составляет 44 года.
Средний доход домохозяйства составляет 62 977 долларов США в год, средний доход семьи — 77 376 долларов. Доход на душу населения в городе составляет 30 937 долларов США, ниже чем в среднем по стране — 39 997 долларов. Около 5,7 % семей и 9,1 % населения находятся за чертой бедности. В том числе 16 % в возрасте до 18 лет и 4,8 % в возрасте 65 и старше.

## География
Джорджтаун находится на 30°39′04″ с. ш. 97°40′53″ з. д., в 42 километрах к северу от центральных деловых районов Остина. По данным Бюро переписи населения США, площадь города составляет 47,86 квадратных мили (123,96 км2).
Город находится на северо-восточной окраине региона, именуемого Хилл-Кантри, и расположен по обе стороны от разлома Балконес, проходящего примерно вдоль автомагистрали I-35 и характеризующегося тем, что земли к востоку состоят в основном из чёрной плодородной глины, тогда как к западу от разлома преобладают карстовидные породы, покрытые тонким слоем почвы. Примером крупного карстового образования является пещера Inner Space Caverns.
Через город протекают северное и среднее разветвления реки Сан-Габриэль. На берегах реки расположено множество парков отдыха, а также около 50 километров пеших и велосипедных дорожек.

### Климат
Как и в большей части центральной части штата, климат города характеризуется длинным и жарким летом и более прохладной мягкой зимой. Средняя максимальная температура в июле и августе достигает более 38 градусов Цельсия, а температура +30 градусов может достигаться и в октябре, несмотря на значительно более холодные ночи.
Зимой максимальная дневная температура держится в районе 10-15 градусов, иногда опускаясь ниже нулевой отметки. С другой стороны, температура в январе может подниматься до 20, а в декабре до 25 градусов.
В среднем, в осенние, зимние и весенние месяцы выпадает от пятидесяти до восьмидесяти миллиметров осадков. В летние месяцы выпадает от двадцати до пятидесяти, преимущественно из-за того, что высокое давление отгоняет облака с Мексиканского залива.
| Показатель                    | Янв. | Фев. | Март | Апр. | Май   | Июнь  | Июль | Авг. | Сен. | Окт.  | Нояб. | Дек. |
| ----------------------------- | ---- | ---- | ---- | ---- | ----- | ----- | ---- | ---- | ---- | ----- | ----- | ---- |
| Абсолютный максимум, °C       | 31   | 37   | 36   | 37   | 39    | 41    | 42   | 43   | 44   | 37    | 34    | 29   |
| Средний суточный максимум, °C | 16   | 18   | 22   | 26   | 29    | 33    | 35   | 36   | 32   | 27    | 21    | 16   |
| Средний суточный минимум, °C  | 2    | 4    | 8    | 13   | 17    | 21    | 22   | 22   | 19   | 13    | 8     | 3    |
| Абсолютный минимум, °C        | −14  | −14  | −7   | −1   | 6     | 10    | 15   | 14   | 2    | −2    | −5    | −19  |
| Норма осадков, мм             | 55,4 | 67,1 | 79,2 | 69,3 | 111,3 | 118,4 | 52,6 | 55,6 | 95,2 | 106,4 | 76,2  | 63,8 |
| Источник: The Weather Channel |      |      |      |      |       |       |      |      |      |       |       |      |

## Экономика

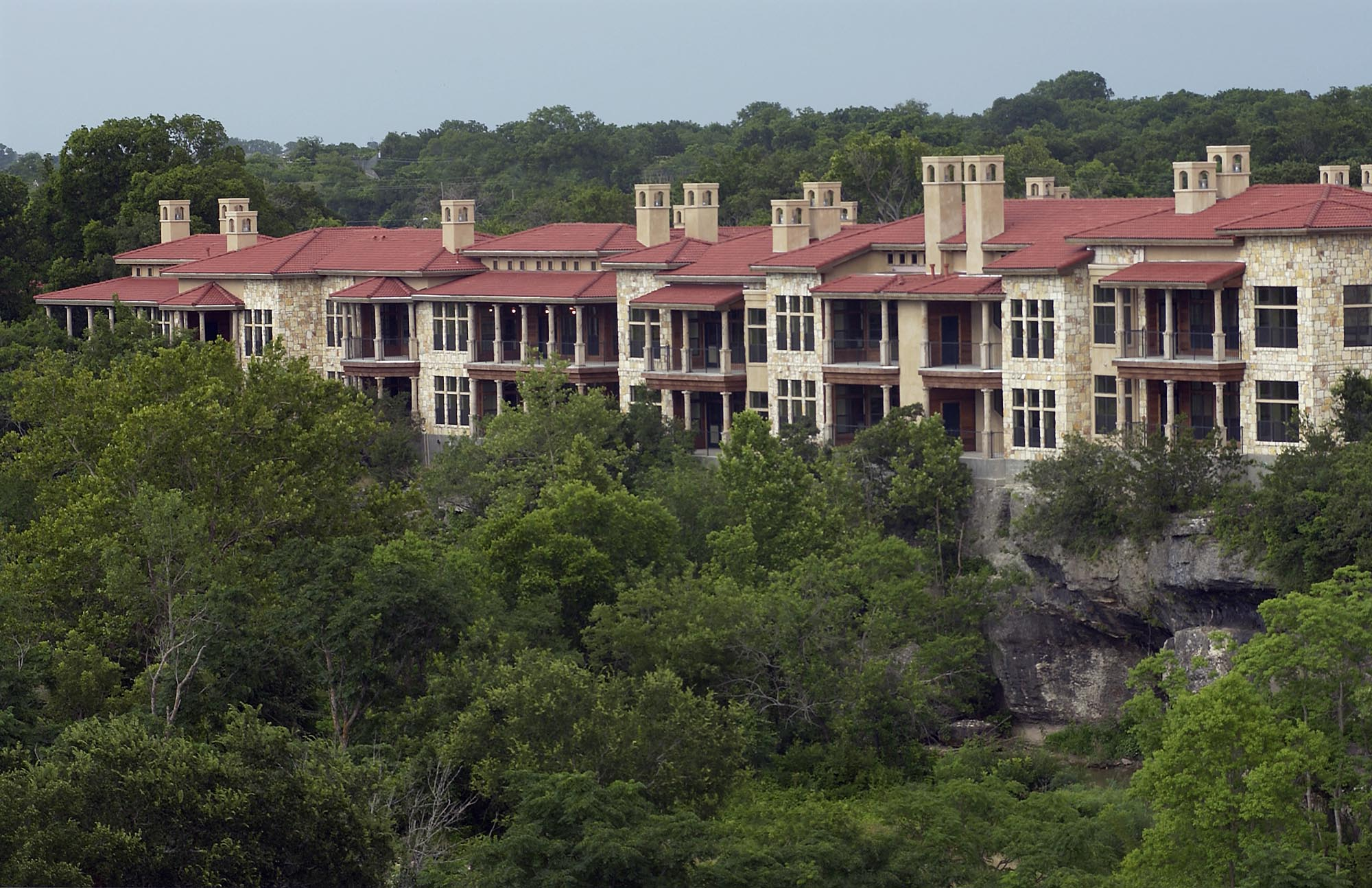
Многоквартирный дом с видом на реку Сан-Габриэль.

### Автомагистраль I-35
Несомненным фактором, повлиявшим на экономическое развитие города стало строительство межштатной автомагистрали I-35 через Джорджтаун. Первоначально при планировании автомагистрали, больший приоритет давался маршруту, проходящему через или вблизи города Тейлор, который в те времена являлся экономическим центром округа Уильямсон. Несмотря на то, что власти Тейлора поддерживали строительство автомагистрали в городе, местные фермеры, опасаясь того, что 100-метровая полоса автомагистрали разделит их владения и ограничит доступ к полям, выступили против строительства. Помимо этого, фермеры и местные жители опасались шума от новой дороги. С другой стороны, власти Раунд-Рока и Джорджтауна активно лоббировали маршрут, пролегающий через эти города, вдоль разлома Балконес. Позже именно этот маршрут стал автомагистралью США номер 81, а затем межштатной автомагистралью I-35.

### Сан-Сити

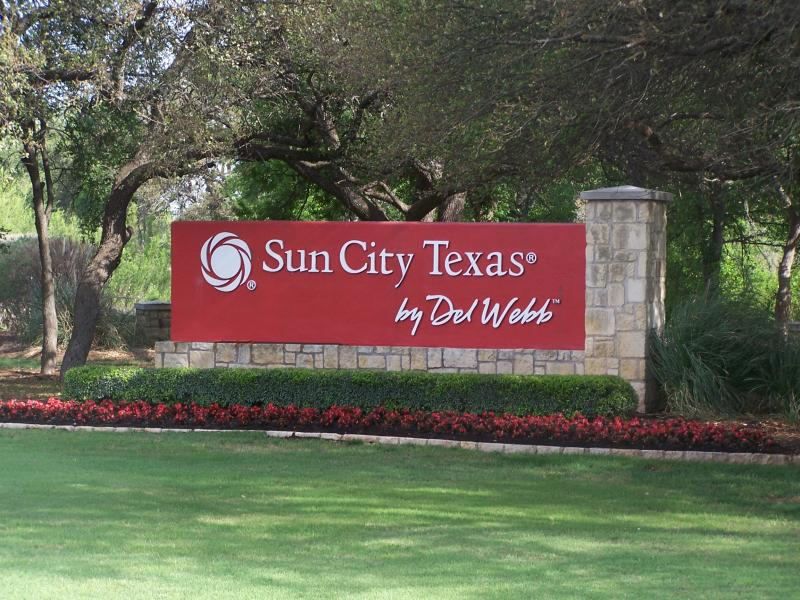
Въезд на территорию Сан-Сити.

Вторым по величине событием, повлиявшим на экономическое развитие Джорджтауна, стало строительство первого в Техасе района для пенсионеров под названием Сан-Сити Техас, принадлежащим сети сообществ Сан-Сити застройщика Дела Уэбба. Открытие района состоялось в 1995 году, несмотря на протесты местных жителей, опасавшихся размеров района, его влияния на семейный в то время город, повышения стоимости услуг, а также изменений в распределениях голосов за счёт новых жителей. По состоянию на 2010 год, в районе площадью около 21 км2 живут более 11 000 человек, среднее состояние составляет более миллиона долларов на человека. Согласно исследованиям, экономическое стимулирование, введение налога с продаж, хороший банковский и инвестиционный климат, высокий уровень общественной поддержки и волонтёрства оказали огромный эффект на экономику Джорджтауна. В 2007 году Джорджтаун был признан лучшим городом для выхода на пенсию изданием Retirement Places Rated (седьмой выпуск).

### Крупнейшие работодатели
Весной 2014 года в число крупнейших работодателей Джорджтауна входили:
- Правительство округа Уильямсон — 1582 человека
- Независимый школьный округ Джорджтауна — 1550
- Правительство Джорджтауна — 532
- Юго-западный университет — 514
- Airborn, Inc — 462
- Госпиталь St. David’s в Джорджтауне — 453
- Wesleyan Homes, Inc. — 330
- Caring Home Health — 269
- Sun City (Del Webb) — 260

## Правительство и политика

### Городское управление
24 апреля 1970 года Джорджтаун принял закон о самоуправлении. В соответствии с ним, управление городом осуществляет связка городской совет — сити-менеджер. Городской совет определяет цели и политику города. Городской совет назначает сити-менеджера для исполнения поставленных задач. Менеджер следит за ежедневными делами в городе и исполнением указов городского совета, курирует работу всех городских отделов.
Городской совет состоит из семи членов совета, избранных по территориальному принципу, и мэра, которого избирает весь город. На каждую должность кандидаты избираются сроком на три года, выборы в разных районах проходят в разные годы.

### Окружное управление

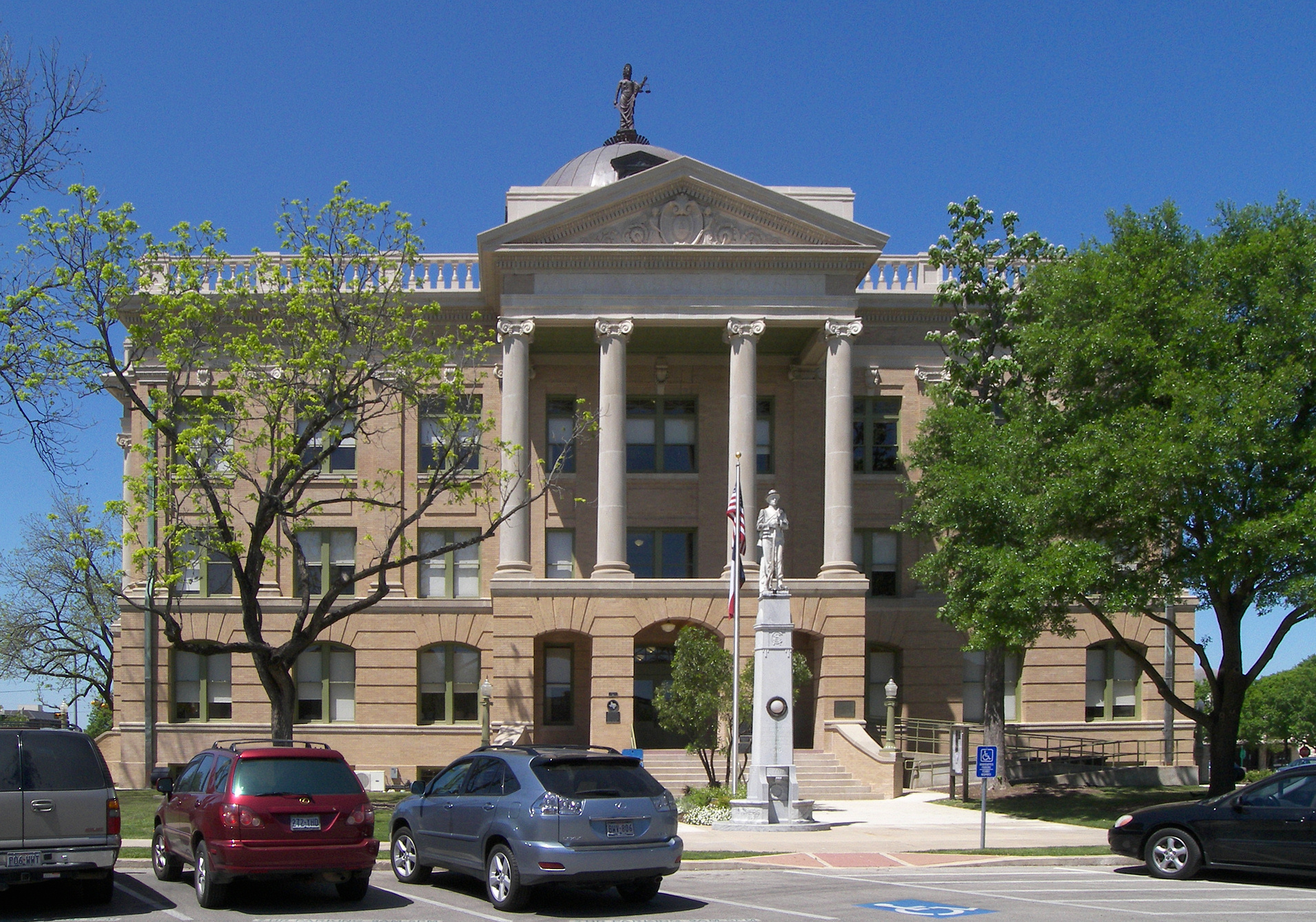
Здание суда округа Уильямсон после ремонта в 2006–2007 годах.

Руководящим и управляющим органом округа Уильямсон является суд, состоящий из пяти человек. Председателем является судья округа, который избирается каждые четыре года всеми избирателями в округе. Четыре комиссара избираются в одномандатных округах раз в четыре года. Большинство Джорджтауна находится в избирательном округе номер 3, а остальная часть — в первом избирательном округе.

## Образование
Город обслуживается независимым школьным округом Джороджтауна, а средняя школа Джорджтаун получила национальную премию в рамках программы для школ National Blue Ribbon Schools.
Также в Джорджтауне базируется Юго-западный университет, один из старейших университетов Техаса, основанный в 1840 году. Университет является филиалом Объединённой методистской церкви, хотя учебная программа не ограничена одной религией. Университет аккредитован ассоциацией колледжей и школ юга, а также национальной ассоциацией музыкальных школ США. Заведение предлагает 40 программ бакалавров в области искусства, науки, изобразительного искусства, музыки, а также смешанные и пред-профессиональные программы.

## Фильмы и сериалы, целиком или частично снимавшиеся в Джорджтауне
Данный список предоставлен Техасской комиссией фильмов:
- Огни ночной пятницы
- Leadbelly
- Грайндхаус
- Берни
- Мой парень воскрес
- Естественный отбор
- Большая картина
- Пикник
- Uber Goober
- Козырная парочка
- Night Job
- Джонни, будь хорошим
- Майкл
- Студенческая команда
- Там, где сердце
- Shady Grove
- The Prophet of Armageddon
- Под кайфом и в смятении